# Lonicera ciliosissima
Lonicera ciliosissima là một loài thực vật có hoa trong họ Kim ngân. Loài này được C.Y. Wu ex P.S. Hsu & H.J. Wang mô tả khoa học đầu tiên năm 1979.